# Myrmarachne isolata
Espèce
Myrmarachne isolata est une espèce d'araignées aranéomorphes de la famille des Salticidae.

## Distribution
Cette espèce est endémique de Sainte-Hélène.

## Publication originale
- Clark & Benoit, 1977 : Fam. Salticidae. La faune terrestre de l'île de Saite-Hélène IV. Musée Royal de l'Afrique Centrale Tervuren Belgique Annales Serie in Octavo Sciences Zoologiques, vol. 220, p. 87-103.